# Podul de pe râul Kwai (roman)
Podul de pe râul Kwai (în franceză Le Pont de la rivière Kwaï) este un roman din 1952 publicat de scriitorul francez Pierre Boulle. Povestea este fictivă, dar folosește construcția Căii Ferate din Burma, în anii 1942–1943, ca decor istoric și se bazează parțial pe propria experiență de viață a lui Pierre Boulle din perioada în care a lucrat pe plantații de cauciuc din Malaezia și ulterior pentru forțele aliate din Singapore și Indochina în timpul celui de-al doilea război mondial. Romanul tratează situația aflată în timpul celui de-al doilea război mondial, cu prizonierii de război britanici forțați de armata imperială japoneză să construiască un pod pentru „calea ferată a morții”, numită astfel din cauza numărului mare de prizonieri și recruți care au murit în timpul construcției sale. Romanul a câștigat Premiul Sainte-Beuve în Franța în 1952.
Incidentele prezentate în carte sunt în mare parte fictive și, deși prezintă condițiile proaste și suferințele grave cauzate de construirea Căii Ferate din Burma și a podurilor sale, realitatea a fost îngrozitoare. Din punct de vedere istoric, condițiile au fost mult mai grave.
A fost adaptat ca un film omonim în 1959 de către David Lean. Producția a câștigat mai multe premii Oscar, printre Premiul Oscar pentru cel mai bun film, cel mai bun regizor sau cel mai bun actor (Alec Guinness).

## Traduceri
- Podul de pe râul Kwai, Editura pentru literatură universală, Colecția Meridiane, 1968[4][5]
- Podul de pe râul Kwai, Editura Humanitas, 2004, ed. I; ISBN 973-50-0442-9[6][7] traducere de Manole Friedman